# Maris Pfeiffer
Pour les articles homonymes, voir Maris et Pfeiffer.
Maris Pfeiffer, née à Düren le 3 novembre 1962, est une réalisatrice, scénariste et productrice allemande.

## Filmographie
réalisatrice
- 1987 : Nachts (court métrage)
- 1993 : Neues Deutschland (téléfilm)
- 1995 : Küß mich!
- 1997 : Freunde wie wir (série télévisée)
- 1999 : Die Liebesdienerin (téléfilm)
- 2000 : Tu m'aimes ! (téléfilm)
- 2002 : An Unusual Affair (téléfilm)
- 2004 : Das Schwalbennest (téléfilm)
- 2005 : Liebe Amelie (de) (téléfilm)
- 2006 : Stubbe – Von Fall zu Fall (de) (série télévisée)
- 2007 : Meine böse Freundin (de) (téléfilm)
- 2008 : Das Duo (série télévisée)
- 2008-2009 : Tatort (série télévisée)
- 2011 : Kommissarin Lucas (de) (série télévisée)
- 2010-2011 : Brigade du crime (série télévisée)
- 2012 : Die Chefin (série télévisée)
- 2013 : Der Tote im Watt (téléfilm)
- 2002-2013 : Une équipe de choc (série télévisée)
- 2014 : Mord am Höllengrund (téléfilm)
- 2015 : Schuld (mini-série)
- 2015 : Der Pfarrer und das Mädchen (de) (téléfilm)
- 2015 : Letzte Spur Berlin (de) (série télévisée)
- 2020 : Baltic Crimes épisode 12 : Schmerzgrenze

scénariste
- 1987 : Nachts (court métrage)
- 1993 : Neues Deutschland (téléfilm)
- 1995 : Küß mich!
- 2000 : Tu m'aimes ! (téléfilm)
- 2002 : An Unusual Affair (téléfilm)
- 2009-2012 : Une équipe de choc (série télévisée)

productrice
- 1995 : Küß mich!